# Meirav Cohen

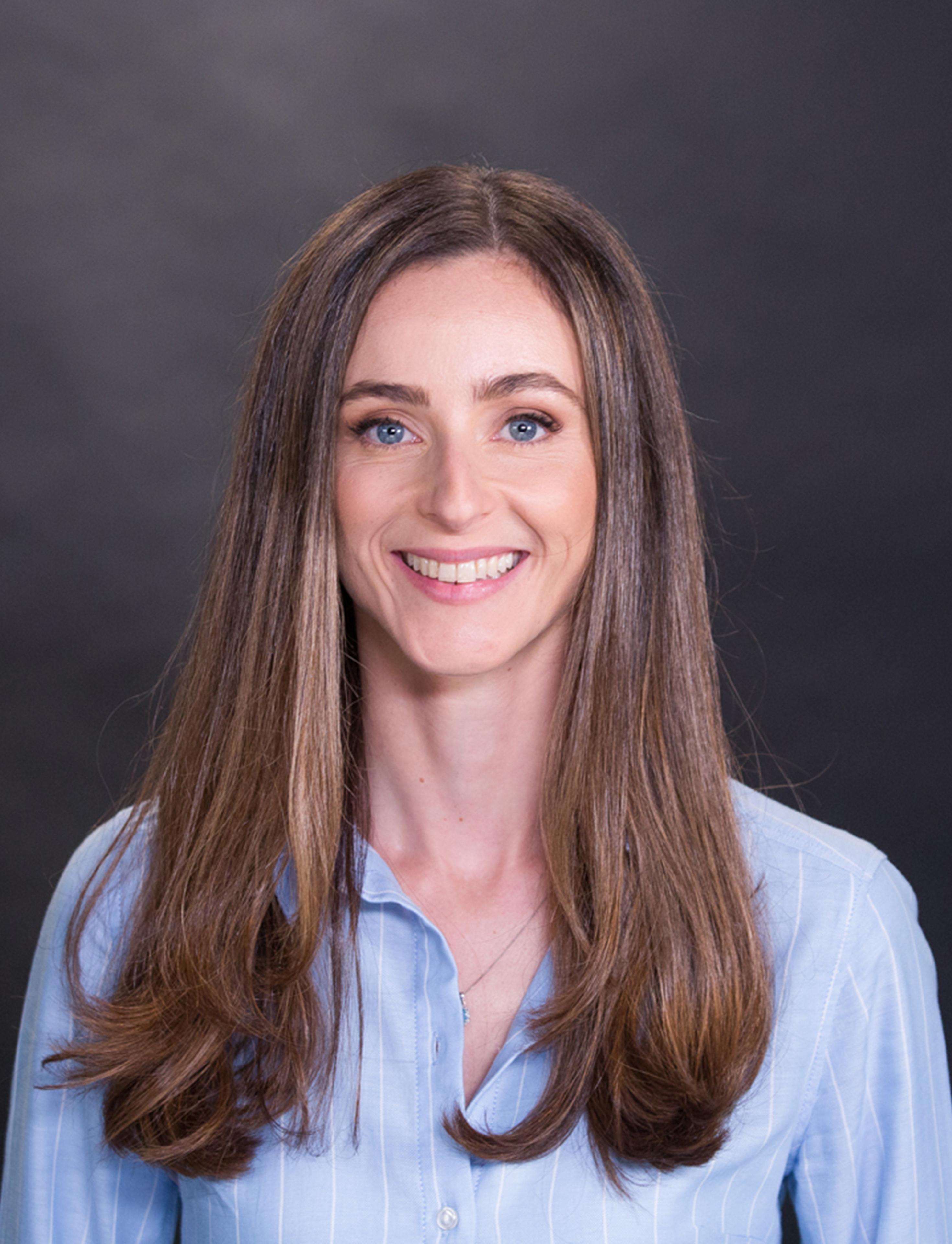
Meirav Cohen (2019)

Meirav Cohen (* 26. August 1983 in Jerusalem) ist eine israelische Politikerin der Partei Jesch Atid. Sie war von Mai 2020 bis Dezember 2022 Ministerin für soziale Gleichheit.

## Biografie
Cohen wurde in Jerusalem als Tochter von Solange Shulamit (geb. Pouni) und Saadia Cohen geboren, die sephardische jüdische Einwanderer aus Marokko waren. Sie besuchte die Harel High School in Mewasseret Zion. Während ihres Militärdienstes bei den israelischen Streitkräften diente sie beim Militärradio als Produzentin und Redakteurin. Sie schloss ihr Studium an der Hebräischen Universität Jerusalem mit einem Abschluss in Volkswirtschaftslehre und Betriebswirtschaftslehre und einem Abschluss in Betriebswirtschaftslehre und Stadtforschung ab. 2004 wurde sie zur sozioökonomischen Sprecherin des Amtes des Premierministers ernannt.
Im Jahr 2011 wurde Cohen als Teil der Partei Hitorerut (Erwachen in Jerusalem) in den Stadtrat von Jerusalem gewählt und wurde zur Sprecherin für die Jugendpolitik ernannt. Sie trat anschließend der Partei Ha-Tnu’a bei und wurde auf der Liste der Partei für die Knesset-Wahlen 2013 auf Platz neun gesetzt, die Partei gewann allerdings nur sechs Sitze. 
Vor den Wahlen im April 2019 trat sie der Partei Chosen LeJisra’el (Widerstandskraft für Israel) bei. Nachdem die Partei der Blau-Weißen Allianz beigetreten war, erhielt sie den siebzehnten Platz auf der gemeinsamen Liste und wurde anschließend in die Knesset gewählt, als die Allianz bei der Wahl 35 Sitze gewann. Im September 2019 und März 2020 wurde sie wiedergewählt. Von Mai 2020 bis Januar 2021 war sie Ministerin für soziale Gleichstellung in der fünften Regierung von Benjamin Netanjahu. Im Januar 2021 verließ sie die Blau-Weiße Allianz und schloss sich Jesch Atid an. Im Juni 2021 wurde sie erneut zur Ministerin für Soziale Gleichheit im Kabinett Bennett-Lapid ernannt. Im Juli 2021 trat sie von ihrem Abgeordnetenmandat in der Knesset zurück. Bei der Parlamentswahl im November 2022 wurde sie erneut für Jesch Atid in die Knesset gewählt. Das Ministeramt hatte sie geschäftsführend bis zum Regierungswechsel im Dezember 2022 inne.

## Privates
Cohen ist mit Yuval Admon verheiratet und hat drei Kinder. Die Familie wohnt im Jerusalemer Stadtteil Yefeh Nof.

## Kabinette

### Als Ministerin für Soziale Gleichheit und Minderheitenangelegenheiten
- Kabinett Netanjahu V (2020–2021)

### Als Ministerin für Soziale Gleichheit
- Kabinett Bennett-Lapid (2021–2022)